# Les Talismans de Shannara
 (avril 2024).
Si vous disposez d'ouvrages ou d'articles de référence ou si vous connaissez des sites web de qualité traitant du thème abordé ici, merci de compléter l'article en donnant les références utiles à sa vérifiabilité et en les liant à la section « Notes et références ».
Les Talismans de Shannara est un roman de médiéval-fantastique écrit en 1993 par Terry Brooks. Il s'agit du quatrième tome de la tétralogie L'Héritage de Shannara.

## Résumé des trois premiers chapitres
4470 : Dans la Sentinelle du Sud, le premier questeur Rimmer Dall met au point un plan pour lutter contre la magie des Ohmsford. Il enverra Les Quatre Cavaliers contre Walker, un traitre près de Wren et Coll contre son frère Par. A Tyrsis, Damson, Par et Padishar sont attaqués par les hommes de la Fédération. Damson est capturée mais ses compagnons arrivent à s'enfuirent par les égouts. Là, ils retrouvent La Taupe. Quelques jours plus tard, La Taupe découvre où est emprisonnée la belle Damson. Par et Padishar décident de la faire évader...

## Personnages principaux
- Morgan Leah, descendant de Rone Leah.
- Damson Rhee, fille de Padishar, chef des hommes libres et compagne de Par.
- Par Ohmsford, descendant de Jair Ohmsford.

## Éditions françaises
- 2006 : Les Talismans de Shannara, éditions Bragelonne, traduction de Rosalie Guillaume (format livre).
- 2007 : Les Talismans de Shannara, éditions Bragelonne, traduction de Rosalie Guillaume (format livre) - Nouvelle couverture.
- 2008 : Les Talismans de Shannara, éditions J'ai lu, traduction de Rosalie Guillaume (format poche).